# تشارلز أوتالي
تشارلز أوتالي (بالإنجليزية: Charles Oatley)‏ (و. 1904 – 1996 م) هو فيزيائي، ومهندس من المملكة المتحدة . ولد في منتدى .
وكان عضواً في الجمعية الملكية .

## التعليم
تعلم في كلية سانت جونز

## مناصب وهيئات
أدار كلية كينجز لندن.

## جوائز
حصل على جوائز منها:
- وسام بوتس هوارد (1989)
- وسام فاراداي (1970)
- قلادة ملكية
- ضابط رتبة الإمبراطورية البريطانية
- زميل في الجمعية الملكية.